# Ragdaline
Ragdaline (em árabe: رقدالين; romaniz.: Ragdalin) ou Sidi ibne Ziná (em árabe: سيدي بن زينة; romaniz.: Sidi ibn Zinah) é uma cidade do noroeste da Líbia situada no distrito de Nigatal Homs. Segundo censo de 2012, havia 21 336 residentes.

## Guerra Civil Líbia
Após fevereiro de 2011, durante a Guerra Civil Líbia, Ragdaline e Jumail foram usadas como bases para os ataques das tropas lealistas contra a recém-perdida Zuara. Ragdaline foi um dos últimos focos de resistência dos lealistas, tendo sido registrados combates naquela localidade em 6 de outubro.